# Семестене
Семестене (итал. Semestene) — коммуна в Италии, располагается в регионе Сардиния, в провинции Сассари.
Население составляет 227 человек (2008 г.), плотность населения составляет 6 чел./км². Занимает площадь 40 км². Почтовый индекс — 7010. Телефонный код — 079.
Покровителем коммуны почитается святой великомученик Георгий, празднование 23 апреля.

## Демография
Динамика населения:

## Администрация коммуны
- Официальный сайт: http://www.comune.semestene.ss.it/